# Cantó d'Étampes
El cantó d'Étampes és un cantó francès del departament d'Essonne, situat al districte d'Étampes. Des del 2015 té 45 municipis i el cap és Étampes.

## Municipis
- Abbéville-la-Rivière
- Angerville
- Arrancourt
- Authon-la-Plaine
- Auvers-Saint-Georges
- Blandy
- Bois-Herpin
- Boissy-la-Rivière
- Boissy-le-Cutté
- Boissy-le-Sec
- Boutervilliers
- Bouville
- Brières-les-Scellés
- Brouy
- Cerny-sur-l'Essonne
- Chalo-Saint-Mars
- Chalou-Moulineux
- Champmotteux
- Chatignonville
- Congerville-Thionville
- D'Huison-Longueville
- Estouches
- Étampes
- Fontaine-la-Rivière
- La Forêt-Sainte-Croix
- Guillerval
- Marolles-en-Beauce
- Méréville
- Mérobert
- Mespuits
- Monnerville
- Morigny-Champigny
- Ormoy-la-Rivière
- Orveau
- Plessis-Saint-Benoist
- Puiselet-le-Marais
- Pussay
- Roinvilliers
- Saclas
- Saint-Cyr-la-Rivière
- Saint-Escobille
- Saint-Hilaire
- Valpuiseaux
- Vayres-sur-Essonne
- Villeneuve-sur-Auvers

## Història
| Data d'elecció                           | Identitat             | Partit                     | Qualitat |
| ---------------------------------------- | --------------------- | -------------------------- | -------- |
| 1945-1949                                | M. Coureau            | PCF                        |          |
| 1949-1955                                | Auguste de Gayffier   | RPF, després Divers droite |          |
| 1955-1976                                | Jacques Calley        | Divers droite, després CD  |          |
| 1976-1982                                | Gérard Lefranc        | PCF                        |          |
| 1982-2001                                | Jean Coulombel        | CNI, després RPR           |          |
| 2001-2008                                | Jean-Pierre Colombani | RPR                        |          |
| 2008-                                    | Jean Perthuis         | UMP, després PR            |          |
| les dades anteriors no són pas conegudes |                       |                            |          |
|                                          |                       |                            |          |

## Demografia
| A partir de 1990: Població sense dobles comptes |